# إفلاس سيادي

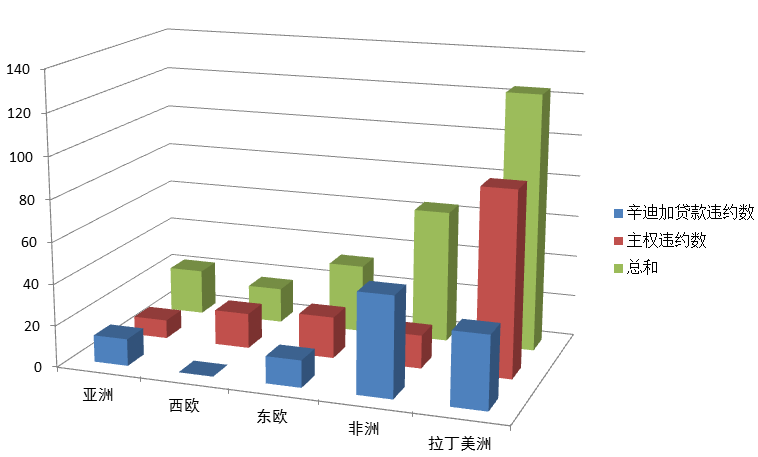

الإفلاس السيادي (بالإنجليزية: Sovereign default)‏، هو فشل أو رفض حكومة دولة سيادية في سداد دينها بالكامل. وقد يرافقه إعلان رسمي من قبل الحكومة بعدم السداد (الرفض) أو السداد الجزئي لديونها (المبالغ المستحقة)، أو الوقف الفعلي للدفعات المستحقة. (الاسم الآخر هو التعثر القومي إذا كان عجز وليس متعمد، على سبيل المثال عندما يكون إجمالي الديون أكبر من إجمالي الأصول). معظم السلطات تحد من استخدام مصطلح «العجز» للدلالة على الفشل فيما يخص السندات أو أدوات الدين الأخرى. نجت بعض البلدان من العبء الحقيقي لبعض ديونها عن طريق التضخم. لا يعتبر «عجز» بالمعنى المعتاد لأن الدين is honored، وإن كان ذلك مع العملة ذات القيمة الحقيقية الأقل. في بعض الأحيان قد تخفض البلدان من قيمة عملتها عن طريق إنهاء أو تغيير قابلية تحويل عملاتها إلى معادن ثمينة أو عملات أجنبية بأسعار صرف ثابتة. وهذا أيضاً لا يعتبر «عجز» بالمعنى المعتاد للكلمة، حيث أن جميع المبالغ المستحقة يتم سدادها على النحو المنصوص عليه في العقد.
إذا بدأ المقرضون المحتملون أو مشترو السندات في الشك في أن الحكومة قد تفشل في سداد دينها، قد يطالبون بمعدل فائدة أعلى في تعويض مخاطر العجز. قد تواجه الحكومة ارتفاع كبير في سعر الفائدة بسبب خوفها من الفشل في سداد دينها والذي يطلق عليه أحياناً أزمة الديون السيادية. قد تكون الحكومات عرضة بوجه خاص لأزمة الديون السيادية عندما تعتمد على التمويل من خلال السندات قصيرة الأجل، لأنها تخلق عجزاً في الموازنة بين تمويل سنداتها قصيرة الأجل وقيمة الأصول طويلة الأجل على أساس الضريبة المستحقة عليها.
وقد تكون عرضة لأزمة الديون السيادية أيضاً بسبب عجز العملة إذا كانت غير قادرة على إصدار سندات بعملتها، وانخفاض قيمة عملتها قد يجعل من تسديد السندات بالعملات الأجنبية باهظاً للغاية (انظر الخطيئة الأصلية [الإنجليزية]).
حيث أن الحكومة السيادية، من خلال التعريف، تتحكم في شؤونها الخاصة، فلا يمكن أن تكون ملزمة بسداد دينها. ومع ذلك، فقد تواجه الحكومات ضغطاً كبيراً من البلدان الدائنة. في الحالات القصوى، قد تعلن البلد الدائنة الحرب على البلد المدينة لفشلها في سداد دينها، بهدف إنفاذ حقوق الدائن. على سبيل المثال، غزت بريطانيا بشكل روتيني البلدان التي فشلت في سداد ديونها الأجنبية، حيث غزت مصر عام 1882.[بحاجة لمصدر] ومن الأمثلة الأخرى «دبلوماسية البوارج» الأمريكية في ڤنزويلا في منتصف تسعينيات القرن التاسع عشر والاحتلال الأمريكي لهايتي في أوائل عام 1915. الحكومة التي تعجز عن السداد قد تستبعد من المزيد من الائتمانات وقد يتم التحفظ على بعض أصولها وراء البحار؛ وقد تواجه ضغط سياسي من حملة السندات المحليين لسداد ديونها. لذا فنادراً ما تعجز الحكومات على كامل قيمة ديونها. بدلاً من ذلك، عادة ما تدخل في مفاوضات مع حاملي السندات للموافقة على تأخير أو التقليل الجزئي لدفعات الديون، والذي عادة ما يطلق عليه إعادة هيكلة الديون أو خفض القيمة.
يزعم بعض الاقتصاديين، أنه في حالة أزمات الإفلاس الحادة، فمن المستحسن للمنظمين والدائنين إعادة الهيكلة الممنهج للدين العام للدولة- ويسمى أيضاً “العجز الممنهج” أو “العجز المخطط”. في حالة اليونان، يعتقد هؤلاء الخبراء عموماً أن التأخر في تنظيم العجز الممنهج من شأنه أن يوقع المزيد من الضرر على بقية أوروپا.
عادة ما يساعد صندوق النقد الدولي في إعادة هيكلة الديون السيادية. لضمان أن الأموال ستكون متوافرة لسداد الجزء المتبقي من الدين السيادي، غالباً ما يجعل قروضه مشروطة بمعايير تقشف في البلاد، مثل زيادة الضرائب أو تخفيض الوظائف والخدمات في القطاع العام. من أحدث الأمثلة اتفاقية إنقاذ اليونان مايو 2010.

## الأسباب
تبعاً للمؤرخ المالي إدوار تشانسلور، فالأمثلة السابقة لحالات العجز عن سداد الديون السيادية قد وقعت في ظل بعض أو جميع الحالات التالية:
- عكس التدفقات المالية العالمية
- الإقراض غير الحكيم
- الإقراض المزور
- الديون الخارجية المفرطة
- تاريخ الاقتراض الفقير
- الإقراض غير المنتج
- مخاطر تجديد الدين
- العائدات الضعيفة
- ارتفاع أسعار الفائدة

## الهامش
1. ↑  Eichengreen، B.؛ Hausmann، R. (2005). Other People's Money: Debt Denomination and Financial Instability in Emerging Economies. Chicago: Univ. of Chicago Press. ISBN:0-226-19455-8.
2. ↑  Borensztein، E.؛ Panizza، U. (10 نوفمبر 2010). "The Costs of Sovereign Default: Theory and Reality". VOXLACEA. مؤرشف من الأصل في 2017-11-07.{{استشهاد ويب}}:  صيانة الاستشهاد: التاريخ والسنة (link)
3. 1 2  Reinhart، Carmen M.؛ Rogoff، Kenneth S. (2009). This time is different: Eight Centuries of Financial Folly (p. 54ff). دار نشر جامعة برنستون. ISBN:0-691-14216-5.
4. ↑  Firzli، M. Nicolas J. (مارس 2010). "Greece and the Roots the EU Debt Crisis". The Vienna Review.
5. ↑  Roubini، Nouriel (28 يونيو 2010). "Greece's best option is an orderly default". Financial Times.
6. ↑  Louise Armitstead, "EU accused of 'head in sand' attitude to Greek debt crisis" The Telegraph, 23 June 2011
7. ↑  Reflections on the sovereign debt crisis, Edward Chancellor, GMO White Paper, Juli 2010. نسخة محفوظة 30 يناير 2012 على موقع واي باك مشين.